# Pseudochirops
Pseudochirops är ett släkte i familjen ringsvanspungråttor med fem arter.

## Beskrivning
Arternas päls är på ovansidan grönaktig eller kopparfärgade, vissa individer har strimmor på ryggen eller i ansiktet. Kroppens undersida är vanligen ljusare eller helt vit. Svansen saknar på spetsen vid undersidan hår och används som gripverktyg. Dessa pungdjur når en längd mellan 29 och 41 centimeter (utan svans) och en vikt mellan 0,6 och 2,2 kilogram. Svansen är 26 till 37 cm lång.
Fyra arter lever på Nya Guinea och Pseudochirops archeri förekommer i nordöstra Queensland, Australien. Habitatet utgörs av regnskogar upp till 4000 meter över havet. Individerna är aktiva på natten och sover på dagen gömd bland kvistar eller i självbyggda bon av blad. De vistas största delen av livet i träd och livnär sig främst av blad. Pseudochirops äter även frukter. Troligen lever varje individ ensam. Beroende på art parar sig honor en eller flera gångar per år och per kull föds oftast en unge.
Släktets arter är:
- Pseudochirops cupreus lever i centrala bergstrakter av Nya Guinea.
- Pseudochirops albertisii finns i norra och västra Nya Guinea.
- Pseudochirops coronatus förekommer bara vid Nya Guineas västra spets.
- Pseudochirops corinnae lever i centrala bergstrakter av Nya Guinea. Listas av IUCN som missgynnad.
- Pseudochirops archeri är den enda arten i Australien på Kap Yorkhalvön, listas som livskraftig.

Tidigare betraktades arterna som nära släktingar till vanlig pungekorre och listades därför till samma släkte, Pseudocheirus.
Enligt nyare undersökningar är de närmare släkt med arten Petropseudes dahli. En genetisk studie från 2010 fick till och med resultatet att Pseudochirops är parafyletiskt. Pseudochirops archeri skilde sig från släktet före uppdelningen i Pseudochirops och Petropseudes.